# Powiat Bellinzona
Bellinzona (wł. Circolo di Bellinzona) – powiat w Szwajcarii, w kantonie Ticino, w okręgu Bellinzona. Siedziba administracyjna powiatu znajduje się w mieście Bellinzona. 
Powiat składa się z jednej gminy (comune) o powierzchni 164,20 km² i o liczbie mieszkańców 43 220.

## Gminy
| Nazwa gminy | Liczba mieszkańców 31 grudnia 2021 | Powierzchnia km² |
| ----------- | ---------------------------------- | ---------------- |
| Bellinzona  | 43 785                             | 164,20           |

## Zmiany administracyjne
- 2 kwietnia 2017
  - przyłączenie gmin Camorino, Claro, Giubiasco, Gnosca, Gorduno, Gudo, Moleno, Monte Carasso, Pianezzo, Preonzo, Sant’Antonio i Sementina do miasta Bellinzona